# 圣乔治新城站
圣乔治新城站，是法国的一个铁路车站，位于法国首都巴黎附近的圣乔治新城，属于第四收费区（Zone 4）。

## 位置
圣乔治新城站位于圣乔治新城市区的西部，巴黎－马赛铁路14.386公里处，同时也是圣乔治新城－蒙塔日铁路的起点。距离新城编组站大约1.5公里。车站大致呈南北走向，主站房位于铁路线东侧，开口面向圣乔治新城市区。
圣乔治新城站是巴黎东南部郊区的一个轨道交通枢纽之一，该站2015年的旅客数量为14,887,800人次，在全法国铁路网中排名第22位。

## 设施
圣乔治新城站每天5:45至次日1:35之间开放，站内设有人工售票窗口及自动售票机等设施。
圣乔治新城站设有自动闸机。乘客需持有纸质车票或通勤卡才能前往站台。
尽管圣乔治新城站共设有4个站台和8个车道，但仅有西侧的两个站台和四个车道对公众开放。东侧的另外四个车道则供通过该站的过境列车使用。

## 站台设置
| 西↑    |             |        |  |
| 2bis道 |             | RER D  |  |
|        | 岛式        |        |  |
| B道    |             | RER D  |  |
| A道    |             | RER D  |  |
|        | 岛式        |        |  |
| 1bis道 |             | RER D  |  |
| 2M道   |             | 通过线 |  |
| 1M道   |             | 通过线 |  |
|        | 岛式        |        |  |
| 2道    |             | 通过线 |  |
| 1道    |             | 通过线 |  |
|        | 未知 主站房 |        |  |
| 东↓    |             |        |  |

## 停靠线路
以下列车线路在圣乔治新城站停靠：
| 圣乔治新城站列车线路表（区域线路） |                         |           |                |               |
| 起点                               | 上一站                  | 线路      | 下一站         | 终点          |
| 克雷伊/奥里城                      | 新城编组站              | [T] · (D) | 塞纳河畔维尼厄 | 科尔贝伊-埃松 |
| 维利耶勒贝勒-戈内斯                | 迈松阿尔福-阿尔福维尔   | [T] · (D) | 塞纳河畔维尼厄 | 马勒瑟布      |
| 古桑维尔/巴黎里昂                  | 巴黎里昂/克雷泰伊蓬帕杜 | [T] · (D) | 蒙热隆-克罗讷  | 默伦          |

## 配套交通

### 长途客车
圣乔治新城站附近暂无固定的长途客运线路。当某条铁路线施工或罢工时，SNCF可能会提供途径该线路沿途站点的大巴车。

### 市内交通
| 圣乔治新城站附近的市内公共交通线路             |                       | |
| 公交车站名称                                   | 位置                  | 停靠线路 |
| Villeneuve-Saint-George Gare 圣乔治新城-火车站 | 圣乔治新城站 正门门口 | - STRAV - A线：舒瓦西勒鲁瓦-TVM桥 ↔ 布吕努瓦-金字塔 - B线：克雷泰伊-雷沙地铁站 ↔ 耶尔-修道院 / 布吕努瓦-火车站 - G1线：圣乔治新城-火车站 （逆时针方向环线） - G2线：圣乔治新城-火车站 （顺时针方向环线） - H线：圣乔治新城-火车站 → 克罗讷 → 圣乔治新城-火车站（单循环线路） - J1线：圣乔治新城-火车站 ↔ 布瓦西圣莱热-快铁站 - J2线：圣乔治新城-火车站 ↔ 布瓦西圣莱热-快铁站 - N线：圣乔治新城-火车站 ↔ 圣乔治新城-中心医院 - Keolis Seine Val-de-Marne - 3路：舒瓦西勒鲁瓦-火车站 ↔ 圣乔治新城-火车站 - 8路：奥利-奥利机场西航站楼 ↔ 圣乔治新城-火车站 - - 132路：巴黎十二区-里昂火车站 ↔ 默伦-火车站 - 134路：巴黎十二区-里昂火车站 ↔ 孔布城-火车站 - 135路：圣乔治新城-火车站 ↔ 科尔贝伊-埃松-火车站 |
| Gare routière 圣乔治新城-汽车站                | 圣乔治新城站 东北侧   | - STRAV - A线：舒瓦西勒鲁瓦-TVM桥 ↔ 布吕努瓦-金字塔 - K线：圣乔治新城-火车站 ↔ 克雷泰伊-省府地铁站 |
| 1. 2. 3.                                       |                       | |

### 社会车辆
圣乔治新城站对应的社会车辆停车场位于车站的西侧，塞纳河沿岸。

## 临近车站
| 圣乔治新城站（Gare de Villeneuve-Saint-Georges） |                        |                  |
| 上行车站                                         | 线路                   | 下行车站         |
| 新城编组站                                       | 巴黎－马赛铁路         | 蒙热隆-克罗讷站  |
| （起点）                                         | 圣乔治新城－蒙塔日铁路 | 塞纳河畔维尼厄站 |
| - 本表仅显示运营中的线路及车站                   |                        |                  |